# قاعدة لاكلاند الجوية
قاعدة لاكلاند الجوية (بالإنجليزية: Lackland Air Force Base) (إياتا: SKF، إيكاو: KSKF، معرف الموقع إف إيه إيه: SKF) هي قاعدة جوية للولايات المتحدة تقع على بعد 6 أميال (9.7 كم) إلى جنوب غرب سان انطونيو بولاية تكساس.